# Achelia turba
Achelia turba är en havsspindelart som beskrevs av Stock, J.H. 1990. Achelia turba ingår i släktet Achelia och familjen Ammotheidae. Inga underarter finns listade i Catalogue of Life.